# Ганти (коммуна)
Ганти́ (фр. Ganties, окс. Gantias) — коммуна во Франции, находится в регионе Юг — Пиренеи. Департамент — Верхняя Гаронна. Входит в состав кантона Аспе. Округ коммуны — Сен-Годенс.
Код INSEE коммуны — 31208.

## География

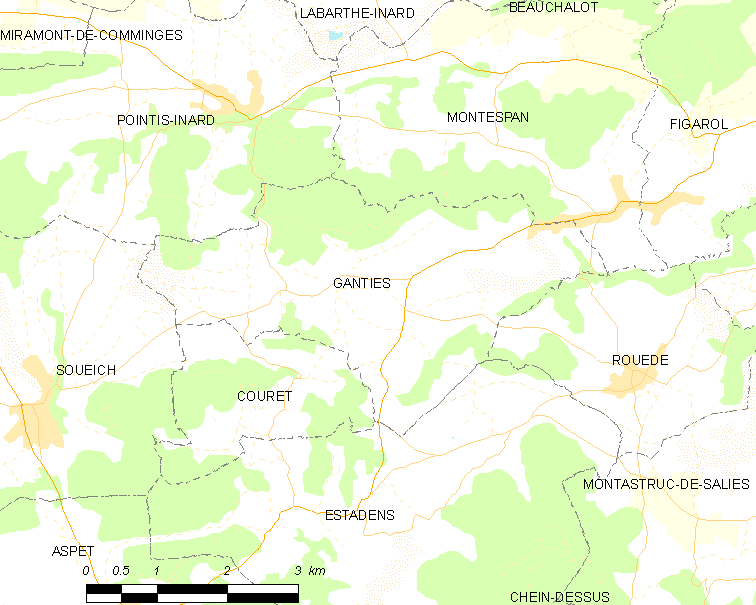
Карта коммуны

Коммуна расположена приблизительно в 660 км к югу от Парижа, в 80 км к юго-западу от Тулузы.

## Климат
Климат умеренно-океанический. Зима мягкая и снежная, весна характеризуется сильными дождями и грозами, лето сухое и жаркое, осень солнечная. Преобладают сильные юго-восточные и северо-западные ветры.

## Население
Население коммуны на 2010 год составляло 301 человек.
| 1962 | 1968 | 1975 | 1982 | 1990 | 1999 | 2010 |
| ---- | ---- | ---- | ---- | ---- | ---- | ---- |
| 309  | 271  | 252  | 255  | 247  | 247  | 301  |

## Администрация
| Период | Период | Фамилия     | Партия | Примечания |
| ------ | ------ | ----------- | ------ | ---------- |
| 2001   | 2014   | Анри Дипань |        |            |
| 2014   | 2020   | Жаннин Рей  |        |            |

## Экономика
В 2010 году среди 195 человек трудоспособного возраста (15—64 лет) 139 были экономически активными, 56 — неактивными (показатель активности — 71,3 %, в 1999 году было 67,8 %). Из 139 активных жителей работали 121 человек (66 мужчин и 55 женщин), безработных было 18 (8 мужчин и 10 женщин). Среди 56 неактивных 14 человек были учениками или студентами, 30 — пенсионерами, 12 были неактивными по другим причинам.

## Достопримечательности
- Пещеры Сутеррен (поздний палеолит). Исторический памятник с 1924 года[4]

## Фотогалерея

Ганти (панорама)
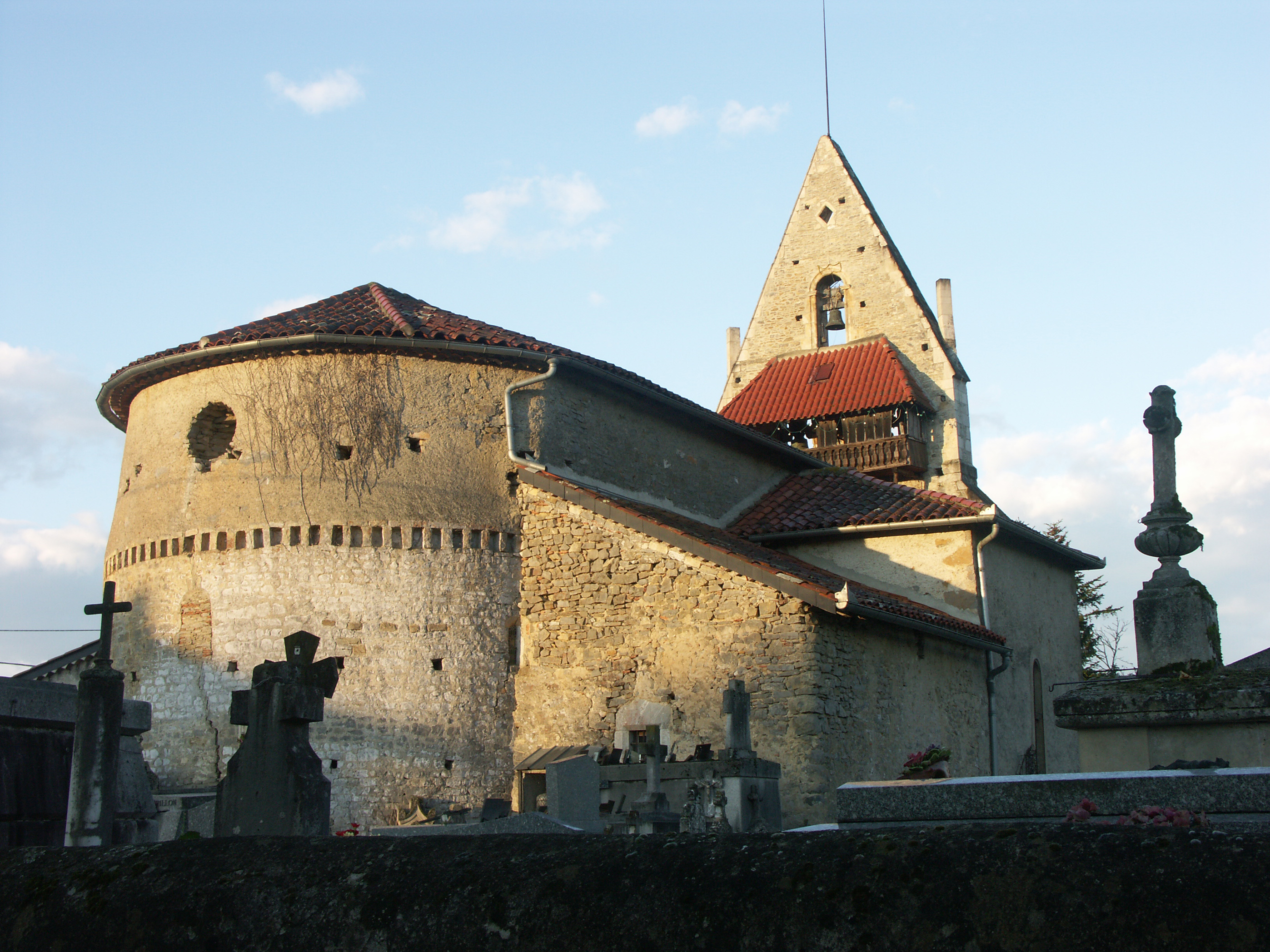
Церковь Св. Себастьяна
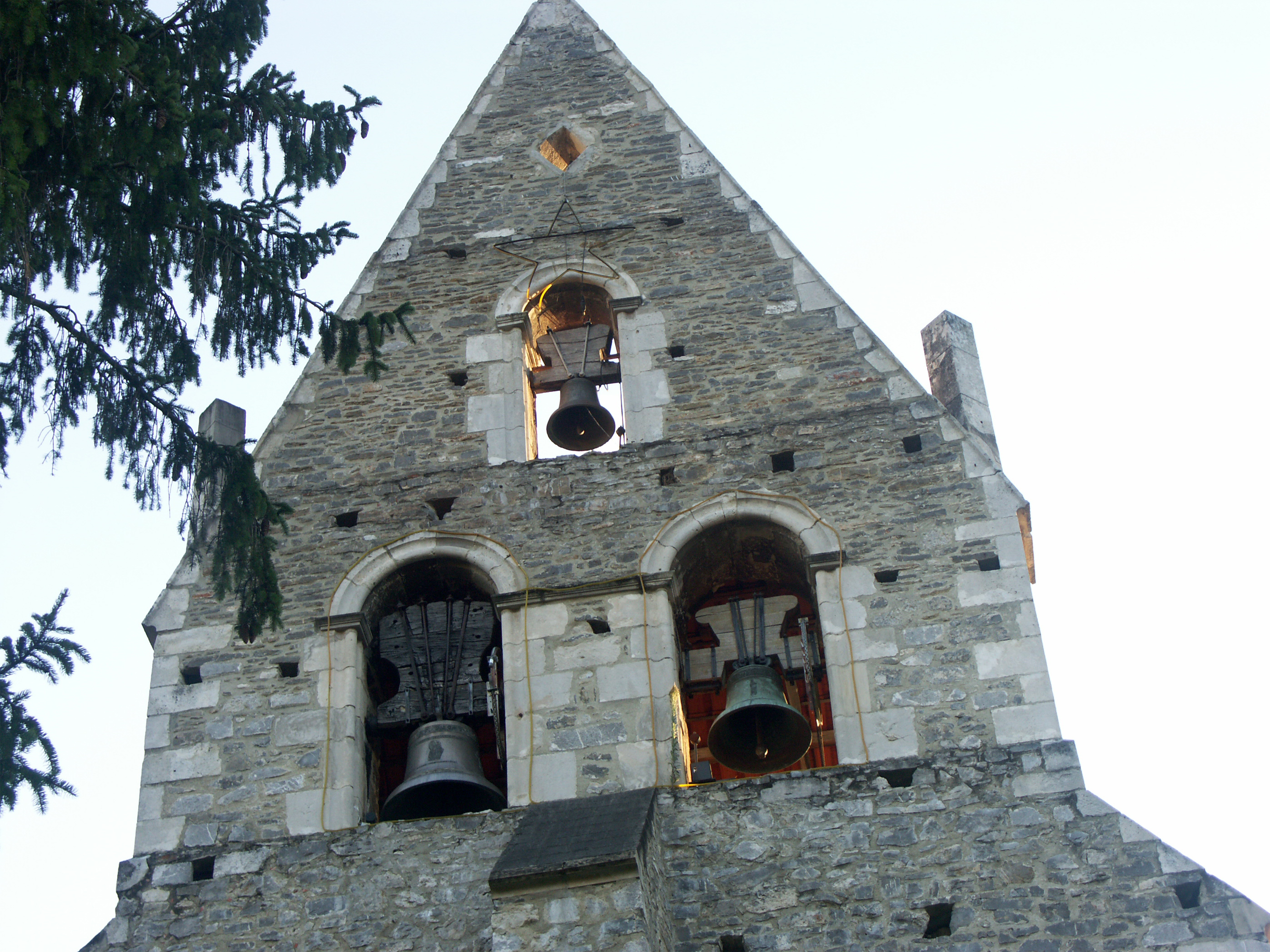
Колокольня церкви Св. Себастьяна